# 滠武铁路
滠武铁路是武汉铁路枢纽内一条客、货运共线普速铁路。线路北起京广铁路滠口站，经天兴洲长江大桥跨越长江进入武汉火车站普速场，并沿东湖东岸向南连接武昌东编组站。全线为双线电气化铁路，正线长约24.3km，设计时速120公里。

## 运营状况

### 客运
滠武线开通初期，武汉普速场除接发汉丹铁路、合武铁路动车组列车外，亦曾接发去往省外太原、兰州、重庆、成都方向及省内襄阳、宜昌、荆门、利川等地的多趟普速机辆列车，普速机辆列车最多时达8对，缓解了武昌、汉口两站的接发压力，同时也便于乘客换乘武汉高速场的京广高铁列车。2012年12月23日，作为京广高速铁路全线贯通的配套工程，京广汉口联络线-丹水池联络线-天兴洲普客联络线-滠武线完成CTCS-2信号系统拉通，高速动车组列车开始经滠武线跨线运营。2014年6月18日，武黄城际铁路开通运营，该线路利用滠武铁路肖马杨线路所接入武汉普速场。由于城际动车组发车密度较高，仅有5条股道的武汉普速场接发能力日趋饱和，2014年12月9日，最后一班图定普速机辆列车离开了滠武铁路，此后仅有临客和专列偶在本线运行，武汉站随之成为仅接发动车组列车的客运车站。

### 货运
滠武线与京广货线、武汉站货车外绕线、武昌南环线、南湖大花岭联络线共同组成武汉铁路枢纽内新的货运通道。随着武汉北站于2009年5月投入使用，原在武汉长江大桥通行的80多对货运列车改道天兴洲长江大桥，占到原先武汉市区货运列车的近六成，长江大桥大大减负，也减少了市区内火车带来的噪音和粉尘污染。

## 图集
- 一列货运列车准备进入武昌东站Ⅱ场，其中左一与右二为滠武线正线、左二与左三为武九线正线。可见Ⅱ场进站信号机及本线22KM里程标。